# Rosen (infektion)
 For alternative betydninger, se Rosen. (Se også artikler, som begynder med Rosen)
Rosen (lat: erysipelas) er betegnelsen for en hudinfektion, der typisk giver en brændende, rød misfarvning i plamager, der er ømme eller smertende, især ved berøring. Symptomerne kan i visse tilfælde forveksles med dyb venetrombose (DVT); en blodprøve kan oftest skelne mellem disse. 

## Årsag
Rosen skyldes en infektion med Streptokok-bakterien S. pyogenes, der kan behandles med antibiotika; mange vil dog opleve gentagne angreb af sygdommen trods dette. I sjældnere tilfælde kan der også ligge en Stafylokokinfektion til grund for Rosen. 
Rosen er en forholdsvist almindeligt forekommende sygdom, især blandt ældre mennesker. Den opstår ved at den smittegivende bakterie trænger ind gennem små, gerne mikroskopiske, læsioner i huden; disse skyldes ofte f.eks. svampeangreb, eksem eller dårligt plejet hud. Rosen smitter sjældent fra person til person, men mange patienter oplever gentagne angreb, oftest i samme område af huden, efter det første angreb af Rosen er overstået. 

## Symptomer
Infektionen starter med en lille, rød plamage omkring den læsion i huden, som bakterien er trængt ind igennem. Området vil herefter brede sig i ujævne, skarpt afgrænsede plamager. Det angrebne område er tillige let hævet, berøringsømt og varmt at mærke på. Samtidig vil lymfeknuderne i nærheden af infektionen kunne hæve op og blive ømme, og man vil kunne få feber, hovedpine, opkastning og/eller diarré samt føle sig alment sløj. Enkelte vil opleve, at infektionen vil danne blærer i udkanten af det angrebne område. 

## Undersøgelser
En blodprøve vil kunne påvise infektionen i blodet.

## Medicinel behandling
Rosen behandles med antibiotika, almindeligvis penicillin, og angrebet vil oftest aftage eller forsvinde helt på omkring en uge. Oftest startes behandlingen som intravenøs infusion, men afsluttes som tabletbehandling. 

## Komplikationer
Der er en vis risiko for, at en ubehandlet infektion breder sig fra kun at sidde i huden til også at angribe det underliggende væv. Sker dette er der risiko for byldedannelser og vævsdød. Enkelte med tendens til tilbagevendende Roseninfektioner vil opleve at det angrebne ben eller arm kan hæve op og klø, også mellem infektionerne.